# Российское кардиологическое общество
Российское кардиологическое общество — научно-исследовательская общественная организация в области кардиологии. Целью общества является изучение методов лечения и диагностики сердечно-сосудистых заболеваний.
Включает в себя более 6 512 профессиональных членов (врачей различных специальностей, разработчиков медицинского оборудования, деятелей науки в области кардиологии).
Общество анализирует и обобщает опыт лечения кардио заболеваний в России и мире, анализирует достижения науки в области кардиологии, осуществляет просветительскую работу среди кардиологов России, выдаёт медицинские рекомендации по лечению кардио заболеваний.

## Общие сведения
Создано в 1963 году. Членами общества являются специалисты, занимающиеся научно-исследовательской, педагогической и непосредственно медицинской деятельностью в области кардиологии и смежных дисциплин. Открыты региональные отделения в 73 регионах России. На 1 января 2021 года членами общества являлись 6 512 человек. Члены общества автоматически являются членами Европейского общества кардиологов. Является членом Национальной медицинской палаты.

## Сфера деятельности
Направлениями деятельности общества являются:
- проведение исследований в области кардиологии
- информирование кардиологов о достижениях медицины в области кардиологии
- поддержание уровня деятельности учреждений здравоохранения в области кардиологии на высоком уровне
- организация конференций в области кардиологии на территории Российской Федерации, содействие участию кардиологов России в мировых конгрессах по кардиологии

Целями деятельности общества являются повышение качества оказания специализированной помощи населению, снижение заболеваемости и смертности от сердечно-сосудистых заболеваний.

## Деятельность
Общество издаёт национальные клинические рекомендации в области лечения кардиологических заболеваний. Часть рекомендаций одобрена научно-практическим советом Министерства здравоохранения Российской Федерации.
Осуществляются медицинские исследовательские проекты совместно с AstraZeneca в области хронической сердечной недостаточности, а также с Pfizer.
Общество издаёт «Российский кардиологический журнал». Журнал издаётся с 1996 года. Журнал включен в перечень изданий, рекомендованных для публикации статей, содержащих материалы научных диссертаций, и учитывается ВАК, Web of Science, Scopus, EBSCO, Российским индексом научного цитирования. Журнал зарегистрирован в клубе главных редакторов научных журналов Европейского общества кардиологов. Индекс цитирования журнала на 2020 год - 3,408. Импакт-фактор на 2020 год - 1,804. Также издаёт «Российский кардиологический журнал. Образование» и «Новости кардиологии».
Ежегодно общество проводит Российский национальный конгресс кардиологов.
Общество является членом Европейского общества кардиологов. Оно организует участие российских учёных в конгрессах Европейского общества кардиологов. Кроме того, общество реализует проекты Фонда президентских грантов в области кардиологии.
Проводит ежегодный форум «Российские дни сердца», программа которого с 2019 года рецензируется Европейским обществом кардиологов.

## Российский национальный конгресс кардиологов
Конгресс проводится ежегодно с 2009 года. В конгрессе принимают участие кардиологи всех регионов России, ведущие иностранные учёные.
На конгрессе презентуются доклады в области достижений медицины, новых медицинских технологий, результаты научных исследований в области кардиологии, клинические разборы.